# Середземноморські вічнозелені твердолисті ліси та чагарники
Середземноморські вічнозелені твердолистяні ліси та чагарники — природна зона, розташована на західних околицях материків в субтропічному поясі. Різновид субтропічного лісу. Займає більшу частину Середземномор'я (від чого й назва). Представлена подекуди в північному Причорномор'ї (Південний берег Криму) та частині Чорноморського узбережжя Кавказу. Окремі ділянки є також в центральній частині Чилі, південному заході Австралії та Південно-Африканської Республіки, південному березі Каспійського моря, а також на півдні та в центрі Каліфорнії (штат США та однойменний Мексиканський півострів). В Україні знаходиться на найпівденнішому узбережжі — на ПБК.